# هيرشل إيفانز
هيرشل إيفانز (بالإنجليزية: Herschel Evans)‏ هو عازف كلارينيت أمريكي، ولد في 9 مارس 1909 في دينتون في الولايات المتحدة، وتوفي في 9 فبراير 1939 في مانهاتن في الولايات المتحدة بسبب نوبة قلبية.

## وصلات خارجية
- هيرشل إيفانز على موقع IMDb (الإنجليزية)
- هيرشل إيفانز على موقع ميوزك برينز (الإنجليزية)
- هيرشل إيفانز على موقع أول ميوزيك (الإنجليزية)
- هيرشل إيفانز على موقع ديسكوغز (الإنجليزية)